# Davy van den Berg
Davy van den Berg (Uden, 4 febbraio 2000) è un calciatore olandese, centrocampista del PEC Zwolle.

## Caratteristiche tecniche
È un centrocampista offensivo, che può essere schierato sia come trequartista puro che come ala sinistra.

## Carriera
Cresciuto nel settore giovanile del PSV, viene acquisito dall'Utrecht e debutta in prima squadra il 29 agosto 2021 in occasione del match di Eredivisie vinto 3-1 contro il Feyenoord. Dopo essere stato ceduto in prestito al Roda JC nel 2022, passa a titolo definitivo al PEC Zwolle, con cui ottiene la promozione in massima serie.

## Statistiche
Statistiche aggiornate al 12 giugno 2024.

### Presenze e reti nei club
| Stagione          | Squadra           | Campionato        | Campionato | Campionato | Coppe nazionali | Coppe nazionali | Coppe nazionali | Coppe continentali | Coppe continentali | Coppe continentali | Altre coppe | Altre coppe | Altre coppe | Totale | Totale | Totale |
| Stagione          | Squadra           | Comp              | Pres       | Reti       | Comp            | Pres            | Reti            | Comp               | Pres               | Reti               | Comp        | Pres        | Reti        | Pres   | Reti   |        |
| ----------------- | ----------------- | ----------------- | ---------- | ---------- | --------------- | --------------- | --------------- | ------------------ | ------------------ | ------------------ | ----------- | ----------- | ----------- | ------ | ------ | ------ |
| 2020-2021         | Utrecht           | ED                | 0          | 0          | CO              | 1               | 0               |                    | -                  | -                  |             | -           | -           | 1      | 0      |        |
| 2021-gen. 2022    | Utrecht           | ED                | 1          | 0          | CO              | 1               | 0               |                    | -                  | -                  |             | -           | -           | 2      | 1      |        |
| Totale Utrecht    | Totale Utrecht    | Totale Utrecht    | 1          | 0          |                 | 2               | 0               |                    | -                  | -                  |             | -           | -           | 3      | 0      |        |
| feb. 2022         | Roda JC           | EED               | 15         | 1          | CO              | 2               | 0               |                    | -                  | -                  |             | -           | -           | 17     | 1      |        |
| 2022-2023         | PEC Zwolle        | EED               | 33         | 3          | CO              | 2               | 0               |                    | -                  | -                  |             | -           | -           | 35     | 3      |        |
| 2023-2024         | PEC Zwolle        | ED                | 30         | 5          | CO              | 1               | 0               |                    | -                  | -                  |             | -           | -           | 31     | 5      |        |
| Totale PEC Zwolle | Totale PEC Zwolle | Totale PEC Zwolle | 63         | 8          |                 | 3               | 0               |                    | -                  | -                  |             | -           | -           | 66     | 8      |        |
| Totale carriera   | Totale carriera   | Totale carriera   | 79         | 9          |                 | 7               | 0               |                    | -                  | -                  |             | -           | -           | 86     | 9      |        |